# Saúl Ñíguez
Saúl Ñíguez Esclápez (n. 21 noiembrie 1994, Elx, Comunitatea Valenciană, Spania) este un fotbalist spaniol liber de contract, care joacă pe post de mijlocaș. Pe plan internațional, are prezențe la națională pentru Spania U-16⁠(d), Spania U17⁠(d), Spania U-18⁠(d), Spania U-19⁠(d), Spania U-20⁠(d), Spania U-21 și Spania.

## Palmares

### Club
Atlético Madrid
- La Liga: 2020–21[4]
- Copa del Rey: 2012–13
- Supercopa de España: 2014
- UEFA Europa League: 2011–12, 2017–18
- UEFA Super Cup: 2018[5]
- Vice-campion UEFA Champions League: 2015–16

### Internațional
Spania
- UEFA European Under-19 Championship: 2012
- UEFA European Under-21 Championship: Vice-campion 2017